# Kenshin : Kyoto Inferno
Série
Kenshin le vagabond
(2012) Kenshin : La Fin de la légende
(2014)
Pour plus de détails, voir Fiche technique et Distribution.
Kenshin : Kyoto Inferno (るろうに剣心 京都大火編, Rurōni Kenshin: Kyōto taika-hen) est un film japonais réalisé par Keishi Ōtomo, basé sur la série de mangas de Nobuhiro Watsuki Kenshin le vagabond et sorti en 2014. Le film est la suite du film de 2012 : Kenshin le Vagabond et précède le troisième volet de la trilogie : Kenshin : La Fin de la légende sorti lui aussi en 2014 au Japon.

## Synopsis
Alors que la chute du Shogun plonge le pays dans le chaos, un assassin au service du gouvernement trahi par sa hiérarchie fomente une insurrection. Armé de son sabre à lame inversée, Kenshin prend part au combat que livrent les forces de police pour empêcher le despote de brûler Kyoto.

## Fiche technique
- Titre français : Kenshin : Kyoto Inferno
- Titre original : るろうに剣心 京都大火編 (Rurōni Kenshin: Kyōto taika-hen?)
- Réalisation : Keishi Ōtomo
- Scénario : Kiyomi Fujii et Keishi Ōtomo, d'après le manga de Nobuhiro Watsuki
- Photographie : Takurō Ishizaka (ja)
- Montage : Tsuyoshi Imai (ja)
- Musique : Naoki Satō
- Pays de production :  Japon
- Langue : japonais
- Format : couleur - 2,35:1 - 35 mm - Dolby Digital
- Genre : action ; chanbara
- Durée : 139 minutes
- Date de sortie :
  - Japon : 1er août 2014[1]

## Distribution
- Takeru Satō : Kenshin Himura
- Emi Takei : Kaoru Kamiya
- Tatsuya Fujiwara : Makoto Shishio
- Yōsuke Eguchi : Hajime Saito
- Yūsuke Iseya : Aoshi Shinomori
- Munetaka Aoki (en) : Sanosuke Sagara
- Yū Aoi : Megumi Takani
- Ryūnosuke Kamiki : Sojiro Seta
- Tao Tsuchiya : Makimachi Misao
- Min Tanaka : Kashiwazaki Nenji
- Kazufumi Miyazawa : Toshimichi Ookubo
- Yukiyoshi Ozawa : Ito Hirobumi
- Ken'ichi Takitō : Sadojima Hoji
- Ryosuke Miura : Sawagejo Cho
- Tomomi Maruyama :
- Maryjun Takahashi : Komagata Yumi